# مونتوبان
شهر مونتوبان (به فرانسوی: Montauban) در شهرستان تارن-اِ-گارون در ناحیه پیرنه میانه با جمعیت ۵۳٬۹۴۱ نفر در کشور فرانسه واقع شده‌است